# Hubert Sattler
Hubert Sattler (Salisburgo, 9 settembre 1844 – 15 novembre 1928) è stato un oculista austriaco.
Suo padre, anche lui chiamato Hubert Sattler (1817-1904), e nonno, Johann Michael Sattler (1786-1847), erano entrambi pittori paesaggisti.
Studiò medicina all'Università di Vienna, dove in seguito servì come assistente dell'oculista Carl Ferdinand von Arlt (1812-1887). Nel 1877 ottenne la cattedra di oftalmologia presso l'Università di Giessen, due anni dopo si trasferì presso l'Università di Erlangen. Nel 1886 fu nominato direttore della clinica oculistica a Praga e nel 1891 successe ad Ernst Adolf Coccius (1825-1890) all'Università di Lipsia, dove ricoprì il ruolo di direttore della clinica oftalmologica per il resto della sua vita.
Sattler si distinse nella sua ricerca istologica e istopatologica dell'occhio, in particolare nel suo lavoro che coinvolge la coroide e la congiuntiva. Pubblicò delle opere su tracoma, trattamento chirurgico della miopia, esoftalmo pulsante, malattia di Basedow, tubercolosi e condizioni infiammatorie che coinvolgono il nervo ottico. Il suo trattato sulla malattia di Basedow fu incluso nel Graefe / Saemisch Handbuch der gesamten Augenheilkunde.

## Opere
- Ueber die sogenannten Cylindrome und deren Stellung im onkologischen Systeme. (1874)
- Die Basedowsche Krankheit. (1909); traduzione in inglese, Basedow's disease. (1952)
- Beschreibung eines augenspiegels zur untersuchung der netzhaut im lebended auge. (1910)